# Na inat
A Na inat (magyarul: Ellenszegülve) egy dal, mely Bulgáriát képviselte a 2011-es Eurovíziós Dalfesztiválon. A dalt a bolgár Poli Genova adta elő bolgár nyelven.
A dal a 2011. február 23-án rendezett bolgár nemzeti döntőben nyerte el az indulás jogát. A döntőben a zsűrik pontjai és a nézők telefonos szavazatai alapján is az első helyen végzett, így összesítésben az élen zárt a tizenkilenc fős mezőnyben.
Az Eurovíziós Dalfesztiválon a dalt először a május 12-én tartandó rendezett elődöntőben adták elő, a fellépési sorrendben tizedikként, a ciprusi Hrísztosz Milórdosz Szan ángelosz sz’agápisza című dala után, és a macedón Vlatko Ilievszki Ruszinka című dala előtt. Az elődöntőben 48 ponttal a tizenkettedik helyen zárt, így nem jutott tovább a május 14-i döntőbe. Bulgáriának ez sorozatban negyedszer nem sikerült.